# Красноозерный (Саратовская область)
Красноозерный —посёлок в Дергачёвском районе Саратовской области в составе сельского поселения Октябрьское муниципальное образование.

## География
Находится на расстоянии примерно 43 километра по прямой на юго-восток от районного центра поселка Дергачи.

## История
Официальная дата основания 1932 год.

## Население
Постоянное население составляло 569 человек в 2002 году (казахи 60%) , 519 в 2010.